# وادي باي (الكامل والوافي)
وادي باي منطقة سكنية تقع في ولاية الكامل والوافي، التابعة لمحافظة جنوب الشرقية في سلطنة عمان. يقدر عدد سكانها بـ 4 نسمة حسب إحصاء عام 2010 التابع للمركز الوطني للإحصاء والمعلومات الحكومي. رمز المنطقة هو 80240352.

## الوصلات الخارجية
- المركز الوطني للإحصاء والمعلومات، سلطنة عمان